# 顾景文
顾景文（1629年—1701年），字景行，号匏园，江苏无锡人，清朝早期诗人。顾宪成之曾孙，顾贞观之长兄。

## 简介
顺治十一年（公元1654年），与弟顾贞观以及同乡安璿等人以诗会友，组建“云门社”。